# کاتیا ابینگهاوس
 کاتیا ابینگهاوس (انگلیسی: Katja Ebbinghaus؛ زادهٔ ۱ ژوئن ۱۹۴۸) یک تنیس‌باز اهل آلمان غربی است.